# Kanton Andernos-les-Bains
Der Kanton Andernos-les-Bains ist seit 2015 eine französische Verwaltungseinheit im Arrondissement Arcachon im Département Gironde in der Region Nouvelle-Aquitaine; sein Hauptort ist Andernos-les-Bains. 

## Gemeinden
Der Kanton besteht aus sechs Gemeinden mit insgesamt 55.310 Einwohnern (Stand: 1. Januar 2022) auf einer Gesamtfläche von 432,89 km²:
| Gemeinde                  | Einwohner 1. Januar 2022 | Fläche km² | Dichte Einw./km² | Code INSEE | Postleitzahl |
| ------------------------- | ------------------------ | ---------- | ---------------- | ---------- | ------------ |
| Andernos-les-Bains        | 12.614                   | 20,01      | 630              | 33005      | 33510        |
| Arès                      | 6.477                    | 48,25      | 134              | 33011      | 33740        |
| Audenge                   | 9.550                    | 82,09      | 116              | 33019      | 33980        |
| Biganos                   | 11.303                   | 52,73      | 214              | 33051      | 33380        |
| Lanton                    | 7.315                    | 136,19     | 54               | 33229      | 33138        |
| Lège-Cap-Ferret           | 8.051                    | 93,62      | 86               | 33236      | 33950, 33970 |
| Kanton Andernos-les-Bains | 55.310                   | 432,89     | 128              | 3301       | –            |